# Parc national de Ruvubu
Pour les articles homonymes, voir Ruvubu.
Le parc national de Ruvubu est un parc national burundais situé à cheval sur quatre provinces du pays : Karuzi, Muyinga, Ruyigi et Cankuzo.

## Géographie
Le parc est partagé par quatre provinces et par huit communes. Sa superficie est de 50 800 ha : la longueur de son territoire est de 62 km tandis que sa largeur varie entre 5 et 13 km,. 
Le parc est situé dans la basse vallée de la rivière Ruvubu. Il est constitué à 75 % de savane,  de 15 % de bois et de 8 % de zones herbeuses.

## Protection
Le parc a été créé en 1980 à la suite de la promulgation du décret no  1/6 du 3 mars 1980. Il a été classé site Ramsar le 14 mars 2013.

## Biodiversité
On répertorie la faune suivante à Ruvubu :
- 44 espèces de mammifères appartenant à 18 familles entre autres les Bovideae et les Veverridea ;
- 425 espèces d'oiseaux ;
- des reptiles et notamment des crocodiles (Crocodilus niloticus) ;
- 14 espèces de poissons dont le barbus très représenté.